# كلية أورانيم الأكاديمية
أورانيم كلية لإعداد المعلمين تأسست سنة 1951، يرجع اسم الكلية نسبة إلى الموقع المميز الذي بنيت عليه وهو حرش الصنوبر. قرب كريات طبعون.
تعتبر أكاديمية أورانيم، من المؤسسات العريقة لإعداد المعلمين والمعلمات في إسرائيل. يتوافد على الأكاديمية الكثير من الطلاب للتخصص في الدراسة للقب الأول واللقب الثاني في العديد من التخصصات والمسارات المختلفة. تؤهل الأكاديمية حاضنات أطفال، معلمين للمدارس الابتدائية والثانوية.
هناك عدة مسارات في الأكاديمية منها:
- مسار المدرسة الابتدائية
- مسار المدرسة الإعدادية
- مسار التربية الخاصة
- مسار جيل الطفولة المبكرة
- مسار اللغة الإنجليزية- متعدد الأجيال
- مسار اللغة العربية
- مسار الإرشاد التربوي